# Registrazioni moderne
Registrazioni moderne è il secondo album della cantante italiana Antonella Ruggiero, pubblicato il 28 ottobre 1997 dalla Universal Music Italia. È il disco di maggior successo della sua carriera solista.

## Il disco

### Realizzazione
Dopo l'esordio in proprio, all'inizio del 1996, con l'album Libera, per il secondo lavoro la cantante decide di reinterpretare alcuni suoi successi risalenti al lungo e fortunato periodo in cui era stata la voce dei Matia Bazar, ruolo per cui lei stessa era ancora ricordata dal grande pubblico, avendo costituito, grazie alle sue interpretazioni, un vero marchio di fabbrica del gruppo.
L'interesse per la nuova scena rock italiana spinge la cantante, assieme al produttore e marito Roberto Colombo (che con i Matia aveva collaborato a lungo), a coinvolgere nel progetto alcuni gruppi e artisti dell'ultima leva. Così, nomi all'epoca perlopiù sconosciuti e in molti casi poco più che agli esordi, accompagneranno a turno la Ruggiero nei vari remake dei pezzi, occupandosi direttamente dei rispettivi arrangiamenti e vesti sonore. Tra questi Subsonica, La Pina + Esa, Rapsodija Trio, Ritmo Tribale, Timoria, Bluvertigo, Banda Osiris, Ars Ludi, Scisma, Madaski.
L'alchimia si rivela vincente. In due mesi di lavorazione, tredici hits dei Matia Bazar assumono forme nuove, pur senza stravolgere la linea melodica originale; in più di una canzone, inoltre, si osservano duetti canori tra l'artista genovese e la voce solista del gruppo che partecipa al brano specifico.

### La pubblicazione e il successo immediato
L'album viene presentato alla stampa il 28 ottobre 1997: il primo singolo estratto dall'album è Per un'ora d'amore eseguita con i Subsonica. Il brano, che si avvale di un sound moderno e potente, ottiene grande successo soprattutto tra i giovani e fa conoscere ad una vasta platea la band torinese, che si esibisce con la Ruggiero in numerose trasmissioni televisive e in concerti dal vivo.
Altro interessante duetto è quello con Francesco Renga, all'epoca cantate dei Timoria, in C'è tutto un mondo intorno. Del brano colpisce la notevole estensione vocale di Renga che ben si sposa con la duttilità della voce della Ruggiero.

### Sanremo 1998 e la ripubblicazione
La partecipazione di Antonella Ruggiero al Festival di Sanremo 1998 fa sì che il disco venga ripubblicato a pochi mesi dall'uscita con l'aggiunta del brano in gara per quell'edizione, Amore lontanissimo (seconda classificata alla kermesse musicale), che frutta all'artista un nuovo grande successo di pubblico e critica. Registrazioni moderne diventa così in poche settimane disco di platino, con più di 200 000 copie vendute.
Nel giugno 1998 esce la versione dell'album destinata al mercato spagnolo ed argentino (Grabaciones modernas). In particolare il brano sanremese è tradotto con il titolo Donde estas.
Nel 2006 l'album è stato ristampato una seconda volta, con l'aggiunta di un'ulteriore traccia bonus, consistente in una versione per archi e fiati di Amore lontanissimo.

## Tracce
1. Amore lontanissimo (dalla ristampa del 1998)
2. Per un'ora d'amore (con i Subsonica)
3. Solo tu (con La Pina e Esa)
4. Vacanze romane (con i Rhapsodija Trio)
5. Aristocratica (con i Ritmo Tribale)
6. Ti sento (con i Timoria)
7. Elettrochoc (con i Bluvertigo)
8. Mister Mandarino (con la Banda Osiris)
9. Stasera che sera (con gli Ars Ludi)
10. Fantasia (con i Bluvertigo)
11. Cavallo bianco (con gli Scisma)
12. Il video sono io (con i Subsonica)
13. C'è tutto un mondo intorno (con i Timoria)
14. Vacanze romane (con Madaski e i Rhapsodija Trio)
15. Amore lontanissimo (archi+fx) (solo nella ristampa del 2006)

## Classifiche
| Classifica (1998) | Posizione |
| ----------------- | --------- |
| Italia            | 16        |